# Porcellio echinatus
Porcellio echinatus är en kräftdjursart som beskrevs av Lucas 1849. Porcellio echinatus ingår i släktet Porcellio och familjen Porcellionidae. Inga underarter finns listade i Catalogue of Life.